# Hang Cốc Bó
Hang Cốc Bó hay hang Cốc Pó là hang trong núi Các Mác ở vùng đất làng Pác Bó xã Trường Hà huyện Hà Quảng tỉnh Cao Bằng, Việt Nam.
Hang Cốc Bó là thành phần trong Khu di tích Pác Bó, là di tích lịch sử đặc biệt từng gắn với hoạt động của Chủ tịch Hồ Chí Minh trong giai đoạn đầu trở về Tổ quốc lãnh đạo Cách mạng giai đoạn 1941 - 1945. Trong thời gian làm việc ở đây Bác Hồ đã đặt tên cho dòng suối trước cửa hang là "suối Lê Nin" và ngọn núi có hang Cốc Bó là "núi Các Mác".
Núi Các Mác là núi đá vôi, và hang Cốc Bó thuộc dạng hang karst.
Tên gọi "Cốc Bó" hay "Cốc Pó" theo tiếng Nùng có nghĩa là "đầu nguồn".